# Fifi Kreutzer
 Fifi Kreutzer (auch  Mathilde Jansen; * 24. März 1891 in Köln als Mathilde Kreutzer; † 29. Dezember 1977 in Ruppichteroth-Broscheid, Rhein-Sieg-Kreis) war eine deutsche Malerin des Rheinischen Expressionismus.

## Leben und Werk
Mathilde „Fifi“ Kreutzer wird am 24. März 1891 als Tochter des Oberstudiendirektors Johannes Peter Kreutzer und seiner Ehefrau Bertha in Köln geboren. Das Ehepaar hat eine weitere Tochter, Elsbeth. Der Vater, Lehrer am ersten Kölner Mädchengymnasium, ist ein aktiver Förderer der Ausbildung für Mädchen.

### Frühes künstlerisches Schaffen
Fifi Kreutzer entwickelt schon in der Jugend ein reges Interesse an Natur und Kunst. Deshalb nimmt sie – entgegen dem Wunsch des Vaters, Abitur zu machen – nach dem Besuch einer Höheren Töchterschule ab 1905 Privatunterricht bei dem Düsseldorfer Landschaftsmaler Ernst Hardt (1869–1917). Während eines halbjährigen Aufenthaltes 1908 bei Verwandten in London entstehen mehrere Skizzen von englischen Parks, die mit den Landschaftsbildern der Düsseldorfer Zeit die ersten Zeugnisse ihres künstlerischen Schaffens darstellen. Daneben beschäftigt sich Fifi Kreutzer schon früh mit kunsthandwerklicher Stickerei. Für ihr gesticktes Triptychon „Der Drachentöter“ erhält sie 1913 bei der Weltausstellung in Gent eine Bronzemedaille; auch bei der Kölner Werkbundausstellung 1914 ist sie mit Stickarbeiten vertreten.
1917 heiratet Fifi Kreutzer – gegen den Willen ihrer Eltern – den expressionistischen Maler Franz M. Jansen, den sie seit 1908 kennt, und bezieht ein verwahrlostes, kaum beheiztes Haus ohne Wasser- und Stromanschluss in Winterscheid im Siegkreis. Ihr Mann folgt ihr erst 1918 nach seiner Entlassung aus dem Militärdienst in Koblenz. Dennoch ist Fifi Kreutzer über die Lebensumstände in dem kleinen Dorf glücklich, wie sie Jansen im September 1917 mitteilt: „Es ist so, so schön hier. Die Arbeit, das Alleinsein, das Leben mit den Bauern, so herrlich. Seit ich die Bürden (Holz aus dem Walde) auf dem Kopf heim trug, bin ich noch viel stolzer geworden.“ Noch während seiner Dienstzeit in Koblenz besucht sie ihren Mann mehrfach; die Eindrücke, die sie bei gemeinsamen Schiffsfahrten und Wanderungen im Rheintal gewinnt, verarbeitet sie später in ihren Werken.
Ausstellungen dieser Schaffensperiode
| Zeitraum          | Ort    | Veranstalter/Ausstellungsort | Ausstellungstitel              | Art | ausgestellte Werke                                                                                                   |
| ----------------- | ------ | ---------------------------- | ------------------------------ | --- | --- |
| 1912 (Nov.)       | Köln   |                              | „Kunst in Handel und Gewerbe“  | G   | Stickarbeiten (Kissen, Wandbehänge und Stickbilder, darunter „Der Drachentöter“)                                     |
| 1913 (Mai – Okt.) | Gent   |                              | Weltausstellung                | G   | Triptychon „Der Drachentöter“                                                                                        |
| 1914              | Köln   | Deutscher Werkbund           | „Deutsche Werkbundausstellung“ | G   | Stickarbeiten |
| 1917 (Mai)        | Berlin | Berliner Sezession           |                                | G   | aquarellierte Federzeichnungen „Karawane“ und „Brüderchen und Schwesterchen“ sowie Tierbilder, Märchenillustrationen |

### Episode in Hamburg
Basis der Partnerschaft von Fifi Kreutzer und Franz M. Jansen, den sie oft als „Arbeitskamerad“ bezeichnet, sind die übereinstimmenden künstlerischen Interessen und die kritische, unterstützende Haltung zur Arbeit des jeweils Anderen, die sie zeitlebens beibehalten. Diese Haltung des Ehemannes seiner ebenfalls künstlerisch tätigen Frau gegenüber ist damals nur selten anzutreffen. So geht auch ein Aufenthalt in Hamburg auf eine Anregung Jansens an seine Frau zurück, ihre Fähigkeiten durch den Besuch einer Kunstschule zu erweitern. Dazu greifen sie ein Angebot des Dichters Richard Dehmel auf, der jedoch kurz nach Ankunft des Ehepaares im Januar 1920 unerwartet stirbt. Dennoch bleiben sie mehrere Monate, in denen sich Fifi Kreutzer von Februar bis Mai – noch auf Empfehlung Dehmels – von Carl Otto Czeschka (1878–1960) an der Kunstgewerbeschule in grafischen Techniken unterweisen lässt. Über ihre Erwartungen schreibt sie im Februar 1920 an die Eltern: „Ich werde also möglichst viel in den 3 Monaten zu lernen versuchen. Lithographieren, Holzschnitt, Vervielfältigung von Entwürfen, alles Sachen, die mir sehr schwer fallen, weil ich im Handwerklichen und Technischen doch kaum etwas gelernt habe, die will ich dort lernen ...“
Der Wunsch des Paares, sich dauerhaft in Hamburg niederzulassen und künstlerisch Fuß zu fassen, erfüllt sich allerdings nicht. Sie kehren daher im August nach Winterscheid zurück.

### Umzug und Reisen
1922 zieht das Ehepaar nach Felderhoferbrücke ins Bröltal, wo ihnen der Wirt und Hotelbesitzer Walter Linke († 1934), ein Mäzen ihres Mannes, einen Stall zu einer Wohnung mit Atelier umbaut. Linke verzichtet zunächst auf die Miete und versorgt sie mit Lebensmitteln, so dass sich ihre Wohn- und Lebensumstände wesentlich verbessern. In Felderhoferbrücke trifft sich seit einigen Jahren schon ein Freundeskreis der Jansens – vornehmlich Mitglieder der Literatengruppe „Werkleute auf Haus Nyland“ – in der Gaststätte „Lindenhof“ zur Arbeit, zu Lese- und Gesprächsrunden. Darunter sind Otto Brües, Jakob Kneip, Heinrich Lersch, Carl Maria Weber und Josef Winckler sowie die Maler Carlo Mense und Johannes Greferath. Der verstorbene Richard Dehmel war ebenfalls gelegentlicher Gast.
Zentrale Motive der Malerei Fifi Kreutzers sind Tier- und Landschaftsdarstellungen, vornehmlich aus ihrer rheinischen und oberbergischen Heimat, aber auch u. a. aus Süddeutschland, Österreich und Oberitalien, wohin sie mit ihrem Mann ab 1923 mehrfach reist. In den Sommermonaten 1926 bis 1928 besucht sie mit ihren Eltern Südtirol, Salzburg und das Allgäu. Dabei hält sie Erlebtes in Briefen an Jansen fest – eindrucksvolle Naturschilderungen, die sich Jahre später in kleineren literarischen Arbeiten widerspiegeln. Auch Länder des Balkans gehören zu ihren Reisezielen.

### Gemeinsame Ausstellungen
Die 1920er Jahre stellen im künstlerischen Schaffen Fifi Kreutzers eine Hochphase dar. Der Kölner Kunstszene zusammen mit ihrem Mann fest verbunden, bietet ihr insbesondere der Kölnische Kunstverein ein regelmäßiges Forum zur Ausstellung ihrer Werke. Das Jahrzehnt beginnt mit einigen Galerieausstellungen in Köln und Bonn, ab 1924 bis 1931 ist sie, ausgenommen 1930, jährlich bei Gruppenausstellungen des Kölnischen Kunstvereins vertreten. 1926 und 1927 stellt sie mit ihrem Mann in Doppelpräsentationen in Frankfurt a. M. (Grafisches Kabinett Heinrich Trittler) aus, 1927 außerdem in der Kölner Galerie Abels. Anlässlich der ersten Frankfurter Ausstellung erntet sie im Vergleich mit Jansen ein bemerkenswertes Lob der „Frankfurter Nachrichten“:

„Vom malerischen Standpunkt reizvoller, in der Komposition dramatischer, in der Gesamtwirkung frischer und sinnlich-wärmer sind die […] Aquarelle von Fifi Kreutzer. […] Während bei Jansen die Nadel das Landschaftsbild in weiten, interessanten Blicken zeigt und in großen Linien impressionistische Elemente vermittelt, gibt Fifi Kreutzer Sujet und malerisches Landschaftsmotiv mit der Wärme weiblichen Empfindens weiter. […] Jedenfalls ein künstlerisch-interessantes Ehepaar.“

Auf das Ende der 1920er Jahre fällt indes eine Phase ehelicher Belastungen, deren wesentliche Facetten in der Verbindung Franz M. Jansens zu einer langjährigen Freundin der Familie, der Fotografin Sophie Gerl (* 1891 in Köln), und einer Liaison Fifi Kreutzers mit dem Sohn Max ihres Gönners Walter Linke zu suchen sind. Während dieser Zeit ist Jansen auch oft ohne seine Frau auf Reisen.
Fifi Kreutzer arbeitet neben der Malerei zu Anfang der 1930er Jahre regelmäßig für Zeitungen, indem sie Illustrationen und Landschaftszeichnungen für Reisebeilagen fertigt und literarische Naturschilderungen publiziert, so zwischen 1931 und 1934 in der Kölnischen Zeitung. Auch kunsthandwerkliche Arbeiten – die schon genannten Stickereien sowie Krippen und Figurenensembles aus Holz – gehören neben grafischen Drucken (z. B. Holzschnitt) zu ihrem vielfältigen Œuvre. Ihre Naturverbundenheit kommt nicht nur durch die Wahl ihrer Motive zum Ausdruck, sondern auch, dass sie bewusst unter einfachen häuslichen Bedingungen und in relativer ländlicher Abgeschiedenheit lebt und zeitlebens mit Hingabe gärtnerische und landwirtschaftliche Arbeiten ausübt.
Ausstellungen dieser Schaffensperiode
| Zeitraum         | Ort       | Veranstalter/Ausstellungsort           | Ausstellungstitel                                  | Art | ausgestellte Werke     |
| ---------------- | --------- | -------------------------------------- | -------------------------------------------------- | --- | ---------------------- |
| 1924–1929 jährl. | Köln      | Kölnischer Kunstverein                 | darunter Kölner Sezession I (1925) und II (1926)   | G   |                        |
| 1926             | Krefeld   | Kaiser Wilhelm-Museum                  | „Kölner Künstler“                                  | G   | Pastelle und Aquarelle |
| 1926             | Berlin    | Berliner Sezession                     |                                                    | G   |                        |
| 1926 (Dez.)      | Frankfurt | Graphisches Kabinett Heinrich Trittler | „Radierungen F. M. Jansen - Aquarelle F. Kreutzer“ | J   |                        |
| 1927             | Frankfurt | Graphisches Kabinett Heinrich Trittler |                                                    | J   |                        |
| 1927 (Okt.)      | Köln      | Galerie Abels                          |                                                    | J   |                        |
| 1928             | Dresden   | Dresdener Kunstverein                  |                                                    | G   |                        |
| 1931 (Nov.)      | Köln      | Kölnischer Kunstverein                 | „Kölner Künstler“                                  | G   |                        |

### Das Haus in Büchel

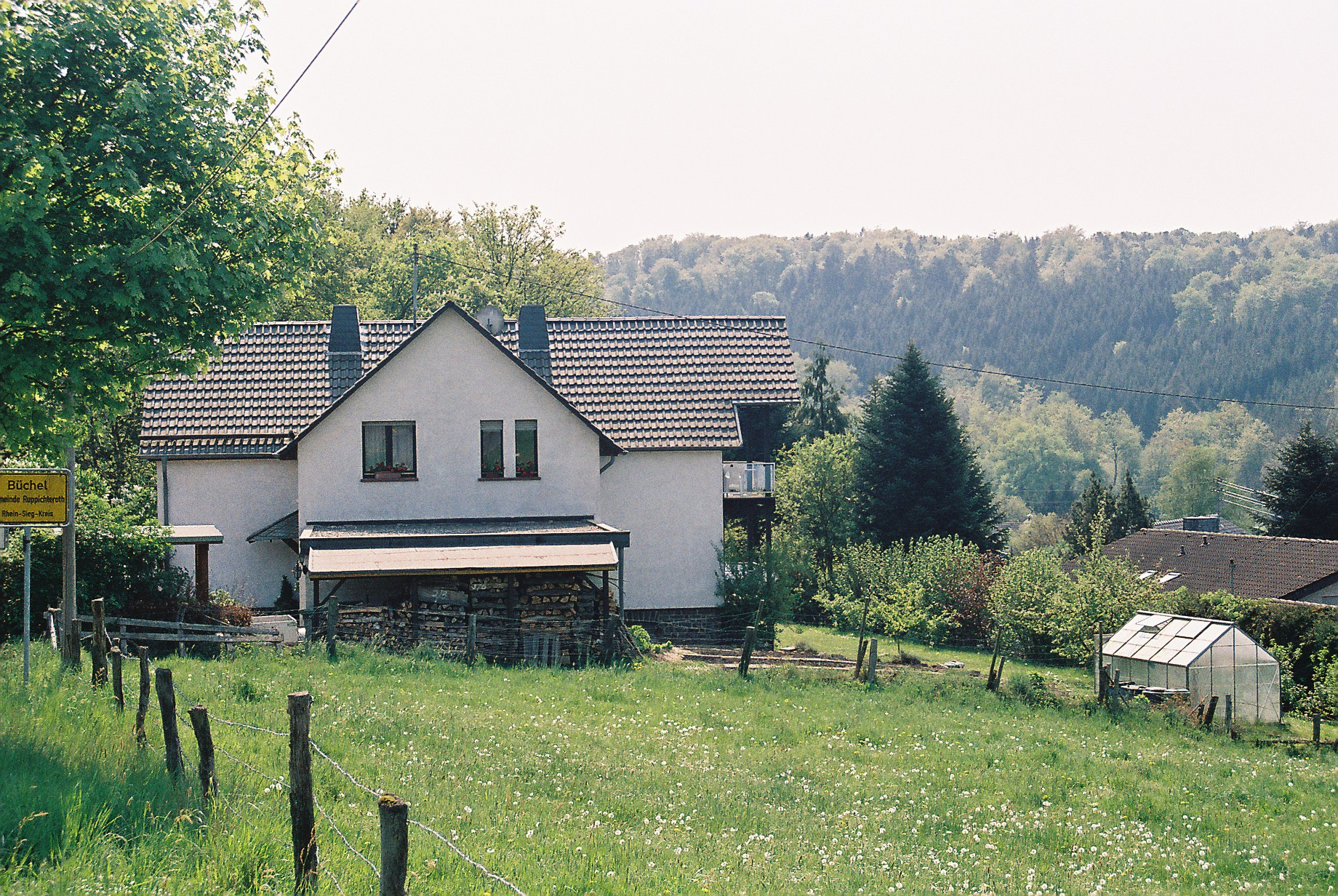
Haus in Büchel, in dem Fifi Kreutzer über vierzig Jahre lebte

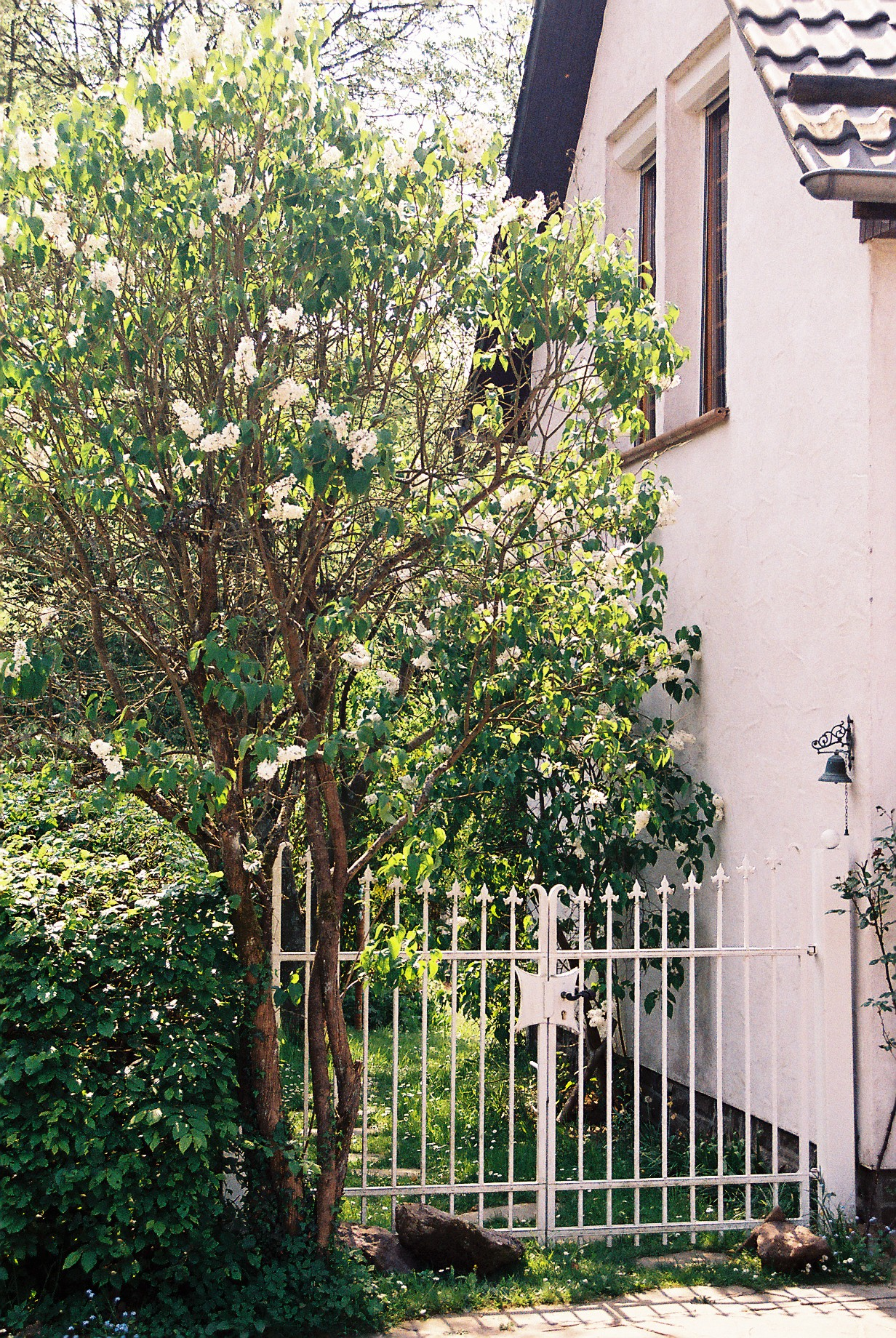
Gartenpforte, oben Fenster des östlichen Ateliers

1934 baut sich das Ehepaar in Büchel, nicht weit vom „Lindenhof“ entfernt, ein Haus mit zwei Ateliers. Finanzielle Grundlage hierfür ist der mit der „Großen Ehrenplakette des Reichspräsidenten“ verbundene Geldpreis, den Jansen 1930 für sein Gemälde „Regentag im Frühling“ erhält. Mit diesem Haus schafft sich das Paar ideale Lebens- und Arbeitsbedingungen. Auch Fifi Kreutzers Eltern ziehen nach Büchel. Sie schreibt ihnen im Dezember 1934: „Auf ein frohes Zusammenleben im eigenen Häuschen, wo uns der freie Blick in die schöne Welt keiner zubauen kann und uns den Sonnenschein nicht absperren kann. Wir sind sehr, sehr müde und sehr, sehr, sehr froh.“
Das Haus wird bis zu ihrem Tod Fifi Kreutzers Lebensmittelpunkt bleiben, angefüllt mit Kunst und Kunsthandwerk. „Da war der herrliche, große Leuchter im Wohnzimmer und die von Tante Fifi im Bauernhausstil selbst bemalten Schränke und Kasten. Und die Kunst! An allen Wänden Bilder, Gobelins, Plastiken, Kacheln, Regale mit Krippenfiguren und zwei Ateliers mit unübersehbaren Schätzen. Alles roch nach Farbe und Lösungsmittel, Harz und Terpentin ...“ schreibt später der Neffe Leberecht Jansen.

### Die Zeit des Dritten Reiches
Fifi Kreutzers Haltung zu den Nationalsozialisten ist schriftlich nicht dokumentiert. Als Mitglieder in der Reichskulturkammer dürfen sie und ihr Mann jedenfalls nach 1933 weiter ausstellen. Eine erste Gelegenheit dazu bietet sich ihr Ende 1933 in Essen bei der „Westfront 33“, die unter der Schirmherrschaft des Reichspropagandaministers Joseph Goebbels steht.
Bereits von 1918 bis 1919 war Fifi Kreutzer Mitglied im Bund niederdeutscher Künstlerinnen, bald nach 1930 tritt sie in die Kölner Sektion der von Ida Dehmel gegründeten GEDOK ein, wird jedoch erst ab 1933 in deren Rahmen aktiv. Bis 1942 beteiligt sie sich mehrfach an Gruppenausstellungen der GEDOK, überwiegend in Köln, aber auch in Frankfurt am Main (1941) und Leipzig (1942). Höhepunkt ist sicherlich die ihr schon 1934 von der GEDOK gewidmete Einzelausstellung, bei der sie 30 Aquarelle und Zeichnungen zeigt. Der „Westdeutsche Beobachter“ behandelt Exponate und Malerin mit Wohlwollen: „Diese Tierzeichnungen zeugen für eine reichbegabte Künstlerin, die vor allem heute und in Zukunft allseitige Beachtung und Förderung verdient.“
Neben der GEDOK erweist sich weiterhin der Kölnische Kunstverein als beständiger Ausstellungspartner für Fifi Kreutzer. Schon 1935 erhält sie auch hier eine Einzelschau mit 50 Aquarellen und Zeichnungen, die der Kölner Stadtanzeiger ausführlich und lobend beschreibt. Bis 1944 finden zahlreiche Veranstaltungen unter ihrer Beteiligung statt.
Während Franz M. Jansen einerseits mit einem Werk bei der Münchner Ausstellung „Entartete Kunst“ (1937) vertreten ist und viele seiner Grafiken aus deutschen Museen entfernt werden, er andererseits aber noch auf nationalsozialistisch orientierten Präsentationen wie „Kraft durch Freude“ (1938 Hamburg) ausstellen darf und weiterhin staatliche und halbstaatliche Aufträge erhält, bleibt Fifi Kreutzer von solchen Einschränkungen unberührt. Ihre Arbeiten sind den Nationalsozialisten unverdächtig, ohne dass sie etwa bewusst ihr Schaffen an den nationalsozialistischen Vorstellungen der sogenannten Deutschen Kunst ausrichtet.
Bald nach Ausbruch des Zweiten Weltkrieges verschlechtert sich die Lebenssituation für die beiden Künstler deutlich. Ausstellungen sind selten geworden und für Kunst ist der Markt erheblich geschrumpft. Ihre Werke werden in erster Linie von Verwandten und Bekannten erworben, die sie damit ein wenig unterstützen können. Noch 1944 wird Jansen zum Kriegsdienst eingezogen, aus dem er schwer krank nach Büchel zurückkehrt.
Ausstellungen dieser Schaffensperiode
| Zeitraum           | Ort               | Veranstalter/Ausstellungsort      | Ausstellungstitel                                         | Art | ausgestellte Werke                              |
| ------------------ | ----------------- | --------------------------------- | --------------------------------------------------------- | --- | ----------------------------------------------- |
| 1933 (Okt. – Nov.) | Essen             |                                   | „Westfront 33“                                            | G   | 3 Pastelle, 2 Aquarelle                         |
| 1934 (Juli)        | Köln              | GEDOK                             |                                                           | E   | 30 Aquarelle und Zeichnungen                    |
| 1934–1937 jährl.   | Köln              | GEDOK                             |                                                           | G   |                                                 |
| 1935 (Nov. – Dez.) | Köln              | Kölnischer Kunstverein            | „Gau-Ausstellung“                                         | G   |                                                 |
| 1935 (Okt.)        | Köln              | Zoologischer Garten               |                                                           | E   |                                                 |
| 1935 (Dez.)        | Köln              | Kölnischer Kunstverein            |                                                           | E   | 50 Aquarelle und Zeichnungen                    |
| 1936 (Feb.)        | Düsseldorf        | Kunstpalast, Ehrenhof             | „Deutsche Malerinnen und Bildhauerinnen“                  | G   |                                                 |
| 1938               | Köln              | Deutsche Arbeitsfront, Fa. Meuser | II. Fabrikausstellung „Kraft durch Freude“                | G   |                                                 |
| 1938–1944 jährl.   | Köln              | Kölnischer Kunstverein            |                                                           | G   |                                                 |
| 1940 (Apr.)        | Barmen            | Wuppertaler Kunstverein           | „Carl Barth, Albin Edelhoff, F. M. Jansen, Fifi Kreutzer“ | G   | 15 Arbeiten, vornehmlich Reisebilder vom Balkan |
| 1940, 1941         | Köln              | GEDOK                             | „Weihnachtsausstellung“                                   | G   |                                                 |
| 1941 (Mai)         | Frankfurt am Main | GEDOK                             |                                                           | G   |                                                 |
| 1942 (Apr.)        | Leipzig           | GEDOK                             |                                                           | G   |                                                 |

### Ein neuer Anfang
Nach der Pflege durch seine Frau genesen widmet sich Franz M. Jansen dem künstlerischen Neubeginn. Der 1946 von ihm zusammen mit Carlo Mense gegründete Rheinisch-Bergische Künstlerkreis, der ab 1950 mit dem Kölnischen Kunstverein zusammenarbeitet und dem auch Fifi Kreutzer angehört, wird für sie bis 1955 und nach einer Unterbrechung erneut von 1970 bis 1977 zum Mittelpunkt ihrer Ausstellungspräsenz in Köln, Siegburg und Leverkusen. Allerdings beschränkt sich ihr weiteres Erscheinen jetzt mehr auf regionale Präsentationen kleinerer Künstlergruppen wie in Königswinter (1953), Siegburg (1960) und Hennef (1965). Das Presseecho fällt aber stets positiv aus, so 1965 die „Siegkreis-Rundschau“ zur Hennefer Schau: „Fifi Kreutzer (...) zeigt 2 Ölbilder, die zu den besten der Ausstellung gehören.“
Die Lebensumstände der Jansens in diesen Jahren nach dem Krieg sind indes von wirtschaftlicher Not gekennzeichnet. Die Arbeiten Franz M. Jansens lassen sich kaum mehr verkaufen, der Maler verfällt daraufhin in Resignation und erkrankt. Nach dem Tod der Mutter Fifi Kreutzers 1954 vermietet das Ehepaar sogar Zimmer an Pensionsgäste. Am 21. Mai 1958 stirbt Jansen an den Folgen eines Schlaganfalles. Fifi Kreutzer widmet sich nun der Verwaltung seines Nachlasses. Einer Freundin vertraut sie an: „Ein langes Zusammenleben, seit 1908 kannten wir uns (...) Ich bin dankbar, daß ich mit ihm leben durfte, es war schwer und schön. Beglückend für mich, daß er meine Eltern liebte und Vater’s Freund wurde. Nun muß ich sein nachgelassenes Werk ordnen u. hüten. Das gibt Arbeit u. das ist gut.“ Dem Freund Josef Winckler schreibt sie in diesen Tagen: „Ich bin Franz + meinem Schicksal dankbar, daß ich mit ihm zusammen leben durfte, mein Leben drehte sich um ihn + sein Schaffen.“ Aus diesen wenigen Worten wird deutlich, dass Fifi Kreutzer, die ihr eigenes künstlerisches Wirken stets skeptisch betrachtete und behauptete „Ich bin ein Mensch ohne jeden Ehrgeiz“, ihre Arbeit bewusst und aus freien Stücken hinter das Werk Franz M. Jansens stellte. Diese Haltung ist letztlich wohl der entscheidende Grund dafür, dass Fifi Kreutzer als Künstlerin nicht den Bekanntheitsgrad ihres Mannes erreicht.
Winckler ist es auch, der sich angesichts der nach Jansens Tod fortdauernden wirtschaftlichen Not für eine jährliche Unterstützung durch die „Deutsche Künstlerhilfe“ einsetzt.
Gleichwohl bleibt Fifi Kreutzer in ihren letzten Lebensjahren künstlerisch aktiv und ist noch in mehreren Einzel- (1966 Bonn, 1971 Nümbrecht, 1973 Wiehl, 1977 Gummersbach) und Gruppenausstellungen (1976 Köln) auch mit neuen Arbeiten vertreten. Ihr letztes Werk ist das unvollendete Gemälde „Steigendes Pferd“ (1977). Bis dahin lebt sie selbständig in ihrem Haus in Büchel. Am 29. Dezember 1977 stirbt sie in einem Altenheim im nahegelegenen Broscheid an den Folgen eines Sturzes. Sie wird im Nachbarort Hermerath neben Franz M. Jansen beigesetzt. Die Grabstelle der Urnen ist inzwischen eingeebnet. Die Ehe bleibt kinderlos.
Ausstellungen dieser Schaffensperiode
| Zeitraum               | Ort                               | Veranstalter/Ausstellungsort    | Ausstellungstitel                                                                       | Art | ausgestellte Werke                         |
| ---------------------- | --------------------------------- | ------------------------------- | --------------------------------------------------------------------------------------- | --- | ------------------------------------------ |
| 1946–1951 jährl.       | Siegburg, Köln, Leverkusen        |                                 | „Rheinisch-Bergischer Künstlerkreis“                                                    | G   |                                            |
| 1950                   | Köln                              | Kölnischer Kunstverein          | „Frühjahrsausstellung“                                                                  | G   |                                            |
| 1952, 1954, 1955       | Köln                              | Kölnischer Kunstverein          | „Rheinisch-Bergischer Künstlerkreis“                                                    | G   |                                            |
| 1965 (Jan.)            | Hennef                            | „Hennefer Kreis ‚Die Zehn‘“     |                                                                                         | G   |                                            |
| 1970, 1972, 1975, 1977 | Köln, Bergisch Gladbach, Bensberg |                                 | „Rheinisch-Bergischer Künstlerkreis“                                                    | G   |                                            |
| 1966                   | Bonn                              | Stadtbücherei, Elisabeth-Schule |                                                                                         | E   |                                            |
| 1971 (Dez.)            | Nümbrecht                         |                                 | Werk- und Kunstmarkt                                                                    | E   | 23 Arbeiten, vornehmlich Tierdarstellungen |
| 1973 (Juni)            | Wiehl                             | Stadtbücherei                   | „Fifi Kreutzer - Malerei und Grafik - Ein Querschnitt durch 60 Jahre Kunstschaffen“     | E   |                                            |
| 1976 (Okt. – Nov.)     | Köln                              | Allianz-Haus                    | „Drei Kölner Malerinnen (Fifi Kreutzer, Hertha Meyer-Lederer und Käthe Schmitz-Imhoff)“ | G   |                                            |
| 1977 (Dez.)            | Gummersbach                       | Stadtbücherei                   | „Fifi Kreutzer - Querschnitt aus 70 Jahren Kunstschaffen“                               | E   |                                            |

### Nach dem Tod
Nach ihrem Tod bleibt es geraume Zeit still um die Künstlerin. Erst 1991 mit Eröffnung des August Macke Hauses in Bonn als Museum, Ausstellungshaus und Forschungsstätte insbesondere zum Rheinischen Expressionismus, dem ein Teil des künstlerischen Nachlasses übereignet wurde, wird ihr Werk wieder einer breiteren Öffentlichkeit zugänglich. Schon 1993 würdigt das Bonner Haus Fifi Kreutzer in einer Schau zu sieben rheinischen Expressionistinnen. Einzelwerke werden dort in Ausstellungen 1993, 1996 und 1999 berücksichtigt. Auch in der Kölner Josef-Haubrich-Kunsthalle ist sie im Jahr 2000 zu sehen, diesmal mit ihrem Aquarell „Karneval“ von 1926.
2005 ist ihr dann als dritter der rheinischen Expressionistinnen im August Macke Haus eine ausführliche Retrospektive mit rund 90 Werken gewidmet, die anschließend auch im Museum Schloss Homburg in Nümbrecht gezeigt wird und die das künstlerische Schaffen Fifi Kreutzers in all seinen technischen und thematischen Ausprägungen umfassend darstellt.
Ausstellungen nach Fifi Kreutzers Tod
| Zeitraum                  | Ort        | Veranstalter/Ausstellungsort | Ausstellungstitel                                                                          | Art | ausgestellte Werke |
| ------------------------- | ---------- | ---------------------------- | ------------------------------------------------------------------------------------------ | --- | --- |
| 1993 (Feb. – Mai)         | Bonn       | August Macke Haus            | „Druckgrafik des Rheinischen Expressionismus aus der Sammlung des Museums Schloss Moyland“ | G   | |
| 1993 (Dez.) – 1994 (Feb.) | Bonn       | August Macke Haus            | „Rheinische Expressionistinnen (Trude Brück, Lisa Hartlieb-Rilke, Fifi Kreutzer ...)“      | G   | |
| 2000                      | Köln       | Josef-Haubrich-Kunsthalle    | „Zeitgenossen. August Sander und die Kunstszene der 20er Jahre im Rheinland“               | G   | Aquarell „Karneval“ |
| 2005 (28.02. – 01.05.)    | Bonn       | August Macke Haus            | „Fifi Kreutzer (1891–1977) - eine rheinische Expressionistin“                              | E   | 10 Gemälde, 3 Stickbilder, 1 Holzfigurengruppe, 28 Aquarelle, Gouachen und Pastelle, 24 Zeichnungen, 5 Grafiken (Holzschnitt), insgesamt ca. 90 Werke |
| 2005 (08.05. – 15.06.)    | Nümbrecht  | Museum Schloss Homburg       | „Fifi Kreutzer (1891–1977) - eine rheinische Expressionistin“                              | E   | wie vor |
| 2007 (19.02. – 17.04.)    | Hachenburg | Landschaftsmuseum Westerwald | „Westerwälder Ansichten“                                                                   | G   | |

## Einzelwerke (Auswahl)
| Entstehungszeit | Titel                                              | Technik                       | Verbleib                       |
| --------------- | -------------------------------------------------- | ----------------------------- | ------------------------------ |
| um 1908         | „Lastpferd“                                        | Kohle                         | Privatbesitz                   |
| 1912            | „Der Drachentöter“                                 | Stickbild, dreiteilig         | Rheinisches Landesmuseum, Bonn |
| 1916            | „Blick auf Oberwesel“                              | Aquarell                      | Privatbesitz                   |
| um 1920         | „Krippe“                                           | Holzfigurengruppe             | August Macke Haus, Bonn        |
| um 1920         | „Bachlandschaft mit Bäumen“                        | Öl auf Leinwand               | Privatbesitz                   |
| 1921            | „Chinesische Volksszene“                           | Aquarell                      | Privatbesitz                   |
| 1926            | „Winter im Bröltal“                                | Aquarell, Tusche              | Museum Ludwig, Köln            |
| 1926            | „Karneval“                                         | Aquarell/Feder                | Privatbesitz                   |
| um 1927         | „Schweinemarkt“                                    | Holzschnitt, aquarelliert     | August Macke Haus, Bonn        |
| um 1927         | „Giraffen im Zoo“                                  | Holzschnitt                   | Privatbesitz                   |
| 1929            | „Winterlandschaft II“                              | Pastell                       |                                |
| um 1933         | „Liebfrauenkirche in Oberwesel“                    | Feder in Tusche               | August Macke Haus, Bonn        |
| um 1933         | „Im Tüschenhöhnchen (im Bröltal)“                  | Farbkreiden                   | Privatbesitz                   |
| um 1940         | „F. M. Jansen im Profil nach rechts“               | Bleistift                     | August Macke Haus, Bonn        |
| um 1960         | „Winterlandschaft mit rotem Fachwerkhaus“          | Gouache                       | Privatbesitz                   |
| um 1960         | „Der heilige Franziskus mit den Tieren des Waldes“ | Öl/Hartfaser                  |                                |
| 1963            | „Maulesel auf dem Gebirgspass“                     | Ölmalerei auf Hartfaserplatte | Privatbesitz                   |

## Werke in Museen und Öffentlichen Sammlungen
- Rheinisches Landesmuseum, Bonn
- August Macke Haus, Bonn
- Museum Ludwig, Köln
- Museum Schloss Homburg, Nümbrecht